# Síntesis convergente
En química una síntesis convergente es una estrategia que pretende mejorar la eficiencia de una síntesis química que se ha de desarrollar en varios pasos. En una síntesis lineal el rendimiento global rápidamente desciende con cada etapa de la síntesis:
A → B → C → D → E → F
Suponiendo que el rendimiento de cada paso sea del 80%, el rendimiento global de la síntesis sería del 33%. Además conforme avanza la síntesis se produce una pérdida de intermedios cada vez más valiosos.
En una síntesis convergente:
A → B
C → D
B + D → E → F
Si de nuevo el rendimiento de cada etapa es del 80% ahora el global sería 51%. En la síntesis convergente además sólo se trabaja con intermedios valiosos, los más avanzados en la síntesis, cuando se juntan varios de los fragmentos.
La síntesis convergente se aplica en la síntesis de moléculas complejas, e implica síntesis independientes y unión de fragmentos.
- Datos: Q2687640